# TAKAO KISUGI ACOUSTIC TRACKS
『TAKAO KISUGI ACOUSTIC TRACKS』（たかお きすぎ アコースティック トラックス）は、1993年にリリースされた来生たかおの映像作品（VHS〈規格品番：KTVV-1026〉/LD〈規格品番：KTLV-1026〉）である。

## 概要
1993年7月23日及び24日に開催されたアコースティックコンサート『Acoustic Tracks』（東京都・東急Bunkamuraオーチャードホール）の、後者の模様が収録されており、パッケージタイトルには“in Bunkamura Orchard Hall”と添えられている。
演奏は、バックバンド“スタートル”にストリングスのカルテット（ヴァイオリン・ヴィオラ・チェロ）等が加わった編成で、来生自身はピアノ・アコースティックギターを担当している。また、パッケージ及び歌詞カードには演奏楽器としてアコーディオン（演奏：松田真人）がクレジットされているが、本作品の収録曲には使用されていない（未収録曲において使用されたと思われる）。
WOWOWでは、当日披露された全ての楽曲及びカットされたトークも含めて放送された。

## 復刻盤
2005年7月27日：5枚組DVD-BOX『Best of Concert Films 1983〜1995』（ユニバーサルミュージック/規格品番：UMBK-9120/4）で、初めてDVD化された（規格品番：UMBK-9120）。

## パッケージの体裁

### アルバムタイトル
帯は“来生たかおアコースティックトラックス In Bunkamura Orchad Hall”となっている。

### 帯のコピー
LD：来生たかおアコースティックライブ初の映像化。

## 収録曲
VHS版・LD版・DVD版
1. もうすぐ、たそがれ
  - 作詞：来生えつこ / 作曲：来生たかお / 編曲：松田真人
  - スタンドマイクで歌っている。
  - 楽曲の詳細はオリジナル・アルバム『AT RANDOM』を参照。
2. シルエット・ロマンス
  - 作詞：来生えつこ / 作曲：来生たかお / 編曲：SHINYA HAMADA
  - スタンドマイクで歌っている。
  - 楽曲の詳細は企画アルバム『Visitor』を参照。
3. セカンド・ラブ
  - 作詞：来生えつこ / 作曲：来生たかお / 編曲：松田真人
  - スツールに腰掛け、ハンドマイクで歌っている。
  - 楽曲の詳細は企画アルバム『Visitor』を参照。
4. 二人の場所（イメージミックス）
  - 作詞：来生えつこ / 作曲：来生たかお / 編曲：来生たかお
  - ピアノの弾き語りで、イメージ映像がミックスされている。
  - 楽曲の詳細はオリジナル・アルバム『Passage』を参照。
5. おだやかな構図
  - 作詞：来生えつこ / 作曲：来生たかお / 編曲：松田真人
  - ハンドマイクで歌っている。
  - 楽曲の詳細はオリジナル・アルバム『夢の途中』を参照。
6. 浅い夢
  - 作詞：来生えつこ / 作曲：来生たかお / 編曲：SHINYA HAMADA
  - ピアノを担当して歌っている。
  - 楽曲の詳細はオリジナル・アルバム『浅い夢』を参照。
7. いとしいあした
  - 作詞：来生えつこ / 作曲：来生たかお / 編曲：SHINYA HAMADA
  - ピアノを担当して歌っている。
  - 楽曲の詳細は企画アルバム『LABYRINTH II』を参照。
8. 夢の途中
  - 作詞：来生えつこ / 作曲：来生たかお / 編曲：松田真人
  - アコースティックギターを担当し、スタンディングで歌っている。
  - 楽曲の詳細はオリジナル・アルバム『夢の途中』を参照。
9. Goodbye Day
  - 作詞：来生えつこ / 作曲：来生たかお / 編曲：SHINYA HAMADA
  - ピアノを担当して歌っている。
  - 楽曲の詳細は企画アルバム『来生たかお』、オリジナル・アルバム『Sparkle』を参照。
10. これから始まる物語
  - 作詞：来生えつこ / 作曲：来生たかお / 編曲：SHINYA HAMADA
  - ピアノを担当して歌っている。
  - アンコール曲。楽曲の詳細はオリジナル・アルバム『ROMANTIC CINEMATIC』を参照。
11. 静けさのメニュー
  - 作詞：来生えつこ / 作曲：来生たかお / 編曲：松田真人
  - アンコール曲で、衣装チェンジの上、ハンドマイクで歌っている。
  - 楽曲の詳細はオリジナル・アルバム『Étranger』を参照。

## 参加ミュージシャン
- Piano：松田真人（1 - 3,11）、来生たかお（4,6,7,9,10）
- Organ：松田真人（5,7 - 9,10）
- Acoustic Guitar：土屋潔（1,2,5,7,8,10）、嘉多山信（1,2,5,7,8,10）、来生たかお（8）
- Wood Bass：多田文信（1,2,5,7 - 9,10）
- Saxophone：渕野繁雄（5,7 - 9）
- Flute：渕野繁雄（1,2,10）
- Percussion：菅原裕紀（1,2,5,7 - 9,10）
- 1st. Violin（Strings Quartet）：Kaoru Niwata（1 - 3,5 - 11）
- 2bd. Violin（Strings Quartet）：Mami Kobayashi（1 - 3,5 - 11）
- Viola（Strings Quartet）：Aiko Hosokawa（1 - 3,5 - 11）
- Violoncello（Strings Quartet）：Nakako Nakazawa（1 - 3,5 - 11）

## 参加スタッフ
CONCERT STAFF
- Constructional Director：竹脇隆
- Artist Manager：小松裕二
- Coodinator：Akio Tsuchiya
- Stage Director：滝口一憲
- Asst, Stage Director：及川忠泰
- Lighting Planner：Masaaki Ogura
- Lighting Operator：荻野宏二、堀池恭弘
- Sound Operator：高橋宏幸、中島七知雄
- Slide Planner：Kazuyuki Nakano
- Instruments：Masaaki Oguro
- Transportor：Atsushi Ishigouoka

VIDEO STAFF
- Tecnical Director：Mikio Yoda
- Camera：Akira Igarashi、Yuji Fujimoto、Kojiro Kawazoe、Kazuichi Nakahara、Fumio Sekiguchi、Masaaki Ogasawara、Koji Inoshita、Takahiko Kano、Yutaka Funaki、Kenichi Ogata
- Video Engineer：Tadashi Satou、Yoshito Odagiri、Ienori Ohtomo
- Vtr Operator：Yoshino Ohta、Kyouko Atohira
- Technical Coordinator：Masahiko Ozawa
- Video Editor：Kunihiko Okazaki
- Ma Mixer：Kuniaki Tanabe
- Asst. Director：Gakumei Imoto、Mikako Imai
- Co-Producer：Hisamichi Fujimura
- Producer：Takeshi Matsusima
- Exective Producer：多賀英典

RECORDING STAFF
- Producer：本間一泰
- Director：加瀬丈裕
- Record & Remix：清水高志
- Special Thanks To：高橋宏幸
- Recording Engineer：Takami Yuasa、Takeshi Sasaki、Shinryo Kobayashi、Miya Furuya
- Rec. Mobile Driver：Takeshi Harigaye
- Recording Coodinator：Kiyokazu Wakiyama

PROMOTION STAFF
- Superviser：軽部重信
- Artist Promoter：Masanobu Suezaki

COVER VISUAL STAFF
- Visual Coodinator：Sayuri Noguchi、Yasuhiro Kawabe
- Art Direction & Design：Kiyoshi Takehara
- Photographer：Takahiko Yamamura

SPECIAL THANKS TO
- BASIC inc.、TOKYO ONKYO、NII-ICHI-GO、SOUND MAN、SUNPLANT、Bunkamura、WEST LAKE STUDIO、KYORITZ、BAY SIDE STUDIO、CRAZY-TV、MELSAT inc.、WOWOW、STUDIO KEY STONE、MIX inc.